# 능아연석

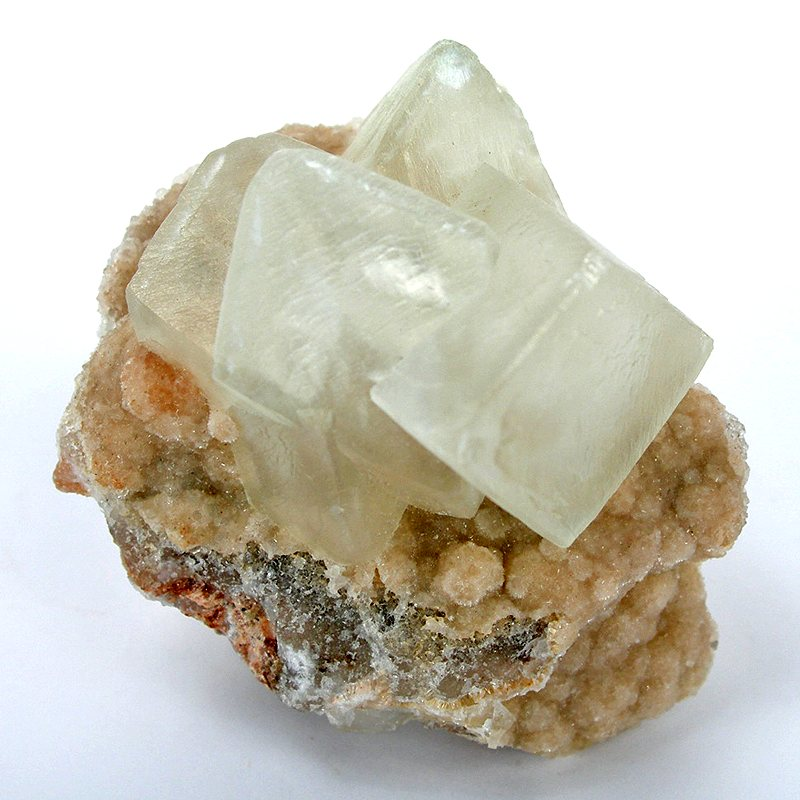

능아연석, 이극석, 스미스소나이트(smithsonite)는 탄산아연(ZnCO3)의 광물 형태이다. 역사적으로 능아연석은 두 가지 다른 광물이라는 사실이 밝혀지기 전에 반모형으로 식별되었다. 이 두 광물은 외관상 매우 유사하며 둘 다에 칼라민(calamine)이라는 용어가 사용되어 약간의 혼란을 야기한다. 이 독특한 광물 능아연석은 1802년에 처음으로 광물을 확인한 영국의 화학자이자 광물학자인 제임스 스미스슨(c.1765~1829)을 기리기 위해 프랑수아 쉴피스 보당(François Sulpice Beudant)에 의해 1832년에 명명되었다.
능아연석은 잘 형성된 결정체에서는 거의 발견되지 않는 다양한 색상의 삼각 광물이다. 전형적인 습관은 흙 같은 보트리오이드 덩어리이다. 모스 경도는 4.5, 비중은 4.4~4.5이다.
능아연석은 아연 함유 광상의 풍화 또는 산화 지대에서 2차 광물로 발생한다. 때때로 탄산염 암석의 대체 물질로 발생하며 아연 광석을 구성할 수 있다. 이는 일반적으로 반모형(hemimorphite), 윌레마이트(willemite), 하이드로징사이트(hydrozincite), 세루사이트(cerussite), 말라카이트(malachite), 남동석(Azurite), 오리칼사이트(Aurichalcite) 및 앵글사이트(anglesite)와 관련하여 발생한다. 이는 망간을 대체하여 로도크로사이트를 생성하고 철을 대체하여 능철석을 생성하는 두 가지 제한된 고용체 시리즈를 형성한다. 밝은 노란색을 띠는 카드뮴이 풍부한 품종을 칠면조 지방 광석이라고 부르기도 한다.

## 같이 보기
- 광물 목록